# Сиври ан Монтањ
Сиври ан Монтањ (фр. Civry-en-Montagne) насеље је и општина у источном делу централне Француске у региону Бургоња, у департману Златна обала која припада префектури Бон.
По подацима из 2011. године у општини је живело 101 становника, а густина насељености је износила 13,12 становника/km². Општина се простире на површини од 7,7 km². Налази се на средњој надморској висини од 545 метара (максималној 573 m, а минималној 395 m).

## Демографија
| 1962. | 1968. | 1975. | 1982. | 1990. | 1999. | 2011. |
| ----- | ----- | ----- | ----- | ----- | ----- | ----- |
| 78    | 79    | 72    | 68    | 76    | 73    | 101   |

График промене броја становника у току последњих година